# Henri de Wailly
Pour les articles homonymes, voir Wailly (homonymie).
Henri de Wailly, né à Abbeville le 1er août 1934 et mort à Colombières le 3 août 2023,,, est un officier et historien français.
Enseignant assistant aux écoles de Saint-Cyr Coëtquidan, il est connu par ses travaux d'histoire contemporaine, principalement autour de la France dans la Seconde Guerre mondiale.

## Biographie
Né en Picardie en 1934, l’enfance d'Henri de Wailly  a été marquée par la guerre mondiale. Devenu officier au long-cours, il a parcouru la planète. Enseigne de vaisseau de fusiliers-marins pendant la guerre d’Algérie, il a abordé de front les problèmes coloniaux. Concepteur-rédacteur puis chef d’entreprise, il a ensuite acquis une expérience concrète des problèmes commerciaux et de la gestion. Sa méthodologie d'approche des événements historiques, s'inspire des pratiques et des méthodes de l'archéologie, sa première passion.
Menant ses recherches auprès de tous les protagonistes, Français ou non, il a construit une œuvre consacrée à des périodes parfois controversées de l’époque contemporaine, en particulier au début de la guerre de 1940 – actions militaires et effondrement civil –, à l’action de la France au Moyen-Orient de 1918 à 1946, à l’origine des guerres coloniales, et ses travaux ont été présentés devant les milieux concernés : il notamment a été appelé à prononcer des conférences à l’École d’État-major de Compiègne, aux Écoles de Saint-Cyr Coëtquidan, à l’université de Sydney. Ses ouvrages dont certains ont reçu des prix littéraires (Académie française, Académie des sciences morales et politiques, Nouveau Cercle de l'Union) couvrent principalement les thèmes suivants :
- 1940

L’étude des combats menés par les alliés sur la Somme pendant l’évacuation de Dunkerque a mis en lumière ce fait étonnant, mais passé sous silence, que Français et Britanniques ont prononcé à la veille de la débâcle une offensive de plus de 500 blindés contre la tête-de-pont allemande d’Abbeville. Cet effort puissant, mais décousu, n’obtint aucun succès et c’est l’une des raisons pour lesquelles il a été jusqu’ici ignoré ou occulté par les historiens, tant Français que Britanniques. Les Allemands, qui s’en souviennent, affirment pour leur part qu’il s’est agi de « la plus forte offensive blindée avant Koursk ». Pour mener cette étude, tant en France et en Angleterre qu’en Allemagne, l’auteur a interviewé de très nombreux témoins dont notamment les officiers de l’État-major du général De Gaulle à l’époque.
- Le Levant français

De 1918 à 1946 la présence française au Moyen-Orient dans le mandat de Syrie que lui avait confié la SDN, a connu un sort contrasté. Alors que cette région jusqu’alors sous-administrée connaissait un développement exceptionnel dans la région, des crises politiques incessantes, des révoltes et des heurts militaires vinrent à plusieurs reprises contester l’autorité française. Au cours de la guerre franco-anglaise de 1941 l’affrontement des Français de l’armée régulière et de la Division Française Libre marqua durablement les consciences, au point que les histoires officielles occultèrent ces combats fratricides.
Les trois guerres coloniales – Syrie, Indochine, Algérie – trouvent une origine concomitante dans cette période troublée.

## Publications

### Sur 1940
- Le Coup de faux, Assassinat d’une ville (Abbeville 1940). Edition Copernic, 1980.
- Weygand, de Gaulle et quelques autres,  : La Somme, 16-28 mai 1940. Edition Lavauzelle, 1983.
- De Gaulle sous le casque (Abbeville 1940). Edition Perrin, 1990.
- La Victoire évaporée. Edition Perrin, 1995.
- L’Effondrement, 1940. Edition Perrin, 2000.
- L’offensive blindée alliée d’Abbeville - 27 mai - 4 juin 1940, préface de Benoist Bihan, Éditions Economica, Collection Campagnes & stratégies, août 2012,  (ISBN 978-2-7178-6477-9).
- Abbeville 1940 : La victoire évaporée, Edition Perrin, 1995.

### Sur le Moyen-Orient
- Syrie 1941, la guerre occultée. Edition Perrin, 2006. Ouvrage couronné par l’Académie des Sciences Morales et Politiques. (Traduction en anglais : Invasion Syria 1941, Londres, I.B. Tauris publisher 2016)
- Liban, Syrie : le Mandat (1919-1940), Edition Perrin, 2010. Ouvrage couronné par l’Académie française - Prix Diane Potier-Boès [6].
- L’Empire rompu. Levant, Indochine, Algérie. Edition Perrin, 2012. Ouvrage couronné par le prix Histoire du Nouveau cercle de l’Union.

### Autres ouvrages
- Crécy, autopsie d’une bataille. Edition Lavauzelle, 1985. (Traduction en anglais : Crécy, anatomy of a battle, Londres, Blandford Press.)
- Camions Français : 1880-1980. ETAI, 2003
- Cette France qu’ils aiment haïr, Australie 1995, USA 2003. L’Harmattan, 2004.
- Le tocsin ; un grand reporter assassiné : Xavier de Hauteclocque (1897-1935). Editions Italiques, 2016.